# Збірна Боснії і Герцеговини з хокею із шайбою
Збірна Боснії і Герцеговини з хокею із шайбою — національна чоловіча збірна команда Боснії і Герцеговини, яка представляє країну на міжнародних змаганнях з хокею. Функціонування команди забезпечується Федерацією хокею на льоду Боснії і Герцеговини.

## Історія
Збірна грала у кваліфікаційному турнірі 2008 року, за результатами якого дебютувала у чемпіонаті світу третього Дивізіону 2015 року, де посіла останнє сьоме місце.
На чемпіонаті світу 2016 боснійці зазнали найбільшої поразки в історії та посіли п'яте місце.

## Виступи на чемпіонаті світу
- 2015 — 7 місце Дивізіон III
- 2016 — 5 місце Дивізіон III
- 2017 — 8 місце Дивізіон III
- 2018 — 2 місце Дивізіон III Група B
- 2019 — 4 місце Дивізіон III Група B
- 2022 — 3 місце Дивізіон ΙІІ Група В
- 2023 — 2 місце Дивізіон III Група B
- 2024 — 1 місце Дивізіон III Група B
- 2025 — 5 місце Дивізіон ΙІІ Група А